# ジョルジェ・デ・レンカストレ (コインブラ公)

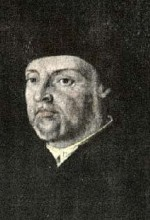
コインブラ公ジョルジェ

ジョルジェ・デ・レンカストレ（Jorge de Lencastre, Duque de Coimbra, 1481年8月21日 アブランテシュ - 1550年7月22日 セトゥーバル）は、アヴィシュ朝時代ポルトガルの高位貴族、王室の成員。ジョアン2世王の庶子。コインブラ公、ポルトガル大提督、サンティアゴ騎士団総長、アヴィシュ騎士団総長の地位にあった。

## 生涯

### ジョアン2世時代
ジョアン2世王と、その継母であった王妃フアナ・ラ・ベルトラネーハの侍女アナ・デ・メンドーサの間の非嫡出子として生まれ、アヴェイロのジェズス修道院に暮らす伯母ジョアナ王女に引き取られて養育された。1490年伯母が死ぬとリスボン宮廷に戻り、アブランテシュ伯爵の息子の1人ディオゴ・フェルナンデシュ・デ・アルメイダが養育係に付けられた。
1491年父王の唯一の嫡子アフォンソ王太子が死ぬと、次の王位継承者は従弟でキリスト騎士団総長のベージャ公マヌエルとなった。ジョアン2世はキリスト騎士団の影響力もベージャ公本人のことも警戒していた。1483年から84年にかけてのジョアン2世による大貴族粛清の際、ベージャ公は兄ヴィゼウ公と義兄ブラガンサ公を処刑され、自身も愚者のふりをすることで難を逃れたのだった。そして今ジョアン2世にとって「愚者」に見えるベージャ公が王位を継ぐことは、ジョアン2世が艱難辛苦の末に成し遂げつつあった中央集権化改革の成果を水泡に帰し、王国の富を再び大貴族たちの餌食にすることを意味した。
ジョアン2世はベージャ公の王位継承を阻むため、庶子のジョルジェを王位継承者にすげ替える計画を立て始めた。教皇インノケンティウス8世の許可を得て、ジョアン2世は1492年4月ジョルジェをサンティアゴ騎士団及びアヴィシュ騎士団の総長に選出させた。この動きに呼応して、その数日後、ジョルジェの養育係ディオゴ・フェルナンデシュ・デ・アルメイダが、聖ヨハネ騎士団のポルトガル支部長であるクラート修道院長に選出された。一方、ベージャ公の姉であった王妃レオノールは、キリスト騎士団などと連携し、ジョルジェの台頭を阻止し弟の地位を守るための政治活動を糾合し始めた。
1494年、ジョアン2世は教皇庁に与党のアブランテシュ伯家の者2名を使節として派遣し、ジョルジェを嫡出子と認めるよう教皇アレクサンデル6世に願い出たが、すげなく却下されている。しかしジョアン2世はベージャ公一派に譲歩する気はさらさらなかった。1495年に亡くなる直前の遺言状で、王はベージャ公に対してジョルジェをコインブラ公及びモンテモロ＝ヴェリョ領主に叙爵し、さらに王位継承後、ベージャ公が保持するキリスト騎士団総長、マデイラ総督などの公職を全てジョルジェに譲るように求めていた。ジョアン2世はジョルジェに膨大な富と地位を集中させ、国内最大の高位貴族にすることで、ジョルジェを王の外祖父のコインブラ公ペドロのような大権力者に仕立てることを目論んでいた。
内戦を回避するため、新王マヌエル1世はジョアン2世の遺言状にある条項の大半を容認したが、キリスト騎士団総長の職を譲ることなど一部については拒絶した。また、容認した諸事項も実行に移すスピードは緩慢としていて、ジョルジェがコインブラ公に叙爵されたのは1500年5月、叙任の儀式が行われたのは1509年5月で、父王の死から14年が過ぎていた。ジョアン2世はまた、マヌエル1世に対し、ジョルジェには王女を娶らせることを約束させており、マヌエルは自分の最年長の娘が適齢期になればジョルジェに嫁がせると回答していた。この約束は守られることなく、ジョルジェは1500年カダヴァル領主アルヴァロ・デ・ブラガンサの娘ベアトリス・デ・ビリェーナ（1483年 - 1535年）と結婚している。

### マヌエル1世時代
マヌエル1世即位後のジョルジェの生涯に関する詳細については、王の競合者をできる限り悪印象に描こうとするマヌエル1世宮廷の御用学者たちの手で、事実を捻じ曲げられて伝えられた。御用学者たちはジョルジェを怠惰で性的に堕落した人間と描写したが、サンティアゴ騎士団の修史官は、総長であったジョルジェを非常に勤勉な指導者・行政官だったとの記録を残している。
ジョルジェはマヌエル1世即位後もポルトガルの国政における最重要人物の1人であり、特にマヌエルの治世初期には注目すべき存在であった。ジョルジェの権力の源泉はサンティアゴ騎士団にあり、彼はパルメラの騎士団本部に反マヌエル派の宮廷に類するものを形成した。かつてジョアン2世の与党であり、今はマヌエル1世反対派となった勢力がジョルジェの「宮廷」に参集した。ジョルジェの事実上の養家アブランテシュ伯家、アトウギア伯家、そして実母の実家メンドーサ家などである。中でも、母方叔父でアヴィシュ騎士団騎士だったアントニオ・デ・メンドーサ・フルタードはジョルジェに最も近しい存在だった。その他、インド航路の航海者ヴァスコ・ダ・ガマやフランシスコ・デ・アルメイダなどもジョルジェの与党であった。また、ジョルジェはポルトガル国内の新キリスト教徒を保護し、彼らをポルトガルで始まった異端審問から守ろうと奮闘したことから、新キリスト教徒からも支持されたという。
ジョルジェの党派はまた、初期のインド航路開拓においても重要な役割を果たした。彼らは、インド航路の開拓を国庫を潤沢にするための商業上の方策と捉え、ルネサンス時代の富と権力の集中を志向する国家像を構想していたジョアン2世の財政構想を共有していた。マヌエル1世の宮廷は、海上探検をより中世的な聖戦や布教ミッションの側面で捕らえるキリスト教的価値観で捉えており、探検の最終目標としてエジプトやメッカへの侵攻、イェルサレム解放を構想していた。ジョルジェあるいはその党派の人々は、ポルトガルのインド航路開拓をより現世的で将来性のある路線に乗せるのに貢献し、インド探検者はマヌエルの宮廷よりもジョルジェの党派から多く出た。
マヌエルの治世初期、ジョルジェはまだ後継者のいない新王の後を継ぐ可能性がある希望的観測に基づき権力を保っていたが、王妃マリア・デ・アラゴンが次々に王子を産むとその可能性も消えていった。それとともにジョルジェの党派の人々も次第に彼の元を離れ、マヌエル王の宮廷と和解したり接近しようとしたりするようになった。ヴァスコ・ダ・ガマやフランシスコ・デ・アルメイダなど、ジョルジェの配下のサンティアゴ騎士団やアヴィシュ騎士団の団員たちは、次々にマヌエル王のキリスト騎士団に移っていった。
ジョルジェは1499年、インド到達を果たし歓呼の中で帰還したガマとの不運な争いに巻き込まれた。マヌエル王はガマへの褒賞として出身地シーネスを所領として与えると約束した。ところがシーネスはサンティアゴ騎士団の所領であった。この決定が自分自身で出したものなら、ジョルジェは喜んで町をガマに譲ったかもしれないが、王命によって譲ることを強制されたため、ジョルジェはこれが騎士団の所領が国王政府に食い物にされるきっかけになることを恐れた。そこでジョルジェは騎士団の資産管理に関する規則を作成し、この資産移譲を防ごうとし、1507年ガマをシーネスから追放した。ガマはこの仕打ちに怒り、ジョルジェのサンティアゴ騎士団を脱退してマヌエル王のキリスト騎士団に鞍替えした。
ジョルジェは、マヌエル王配下のキリスト騎士団から絶え間なく権利侵害や圧迫を受けるサンティアゴ騎士団・アヴィシュ騎士団を守るために奮闘した。1505年5月、ジョルジェは苦心して、配下の騎士団騎士がジョルジェの許可なく騎士団を脱退することを禁じる、とする勅令をマヌエル王に出してもらうことに成功した。しかしマヌエル王は教皇アレクサンデル6世に働きかけて2つの教皇勅書を出してもらい、先の勅令を骨抜きにしてしまった。1つ目は1505年7月、ポルトガルの3つ全ての騎士団の資産の最終的な処分権はポルトガル王にあるとするもの。2つ目は1506年1月、他の騎士団からキリスト騎士団への騎士の所属変更を自由とするもの、である。しかしジョルジェは王の圧迫に抵抗し、総長である自分の許可なく脱退した騎士を罰する場合もあった。例えば1508年、初代タロウカ伯爵がジョルジェの許可なくクラート修道院長の座に就いた際には、罰として伯爵の管理するセジンブラを占領している。
1509年、ジョルジェはサンティアゴ騎士団に新しい会則を導入し、兄弟関係にあるスペインのサンティアゴ騎士団に類似した中央集権的な管理体制に移行させた。しかし度重なる圧迫によって、ジョルジェの政治上の権力基盤は衰え、ジョルジェの運命はすぐに暗転した。1516年、教皇レオ10世が、サンティアゴ・アヴィシュ両騎士団の次期総長の任免権は現総長のジョルジェではなくマヌエル王にあると通告したとき、ジョルジェの屈辱は頂点に達した。

### ジョアン3世時代
1521年、マヌエル王の死でジョアン3世が新王に即した後も、王室とジョルジェの係争は続いた。しかし王と対立を深めたのはジョルジェというよりもむしろ長男のトレシュ・ノヴァシュ侯爵ジョアン（後のアヴェイロ公爵）だった。ジョルジェとマヌエル王の息子同士の争いは激しく、スキャンダラスな色合いすら帯びた。1520年代後半、トレシュ・ノヴァシュ侯はジョアン3世王の弟グアルダ公とギオマール・コウティーニョとの結婚に強く反対した。理由はギオマールがマリアルヴァ伯領・ロレ伯領という2つの封建大所領の相続人であったためだけでなく、トレシュ・ノヴァシュ侯とギオマールがすでに秘密裏に結婚していたからである。ジョアン3世はトレシュ・ノヴァシュ侯をサン・ジョルジェ城に数年間監禁した。
ジョルジェは死の直前、67歳の晩年になってスキャンダルを起こした。ドン・フェルナンド・デ・リマの16歳の娘フィリパ・デ・メロを追いかけ回し、強引に妻としてしまったのである。ジョアン3世はこの醜聞を公に晒し、婚姻無効を教皇庁から取り付けた。
1550年7月にジョルジェが死ぬと、ジョアン3世は直ちに2つの騎士団の軍事指揮権を取り上げた。翌8月、教皇ユリウス3世の許可を得てジョアン3世はサンティアゴ・アヴィシュ両騎士団の総長職を得た。大きな外交圧力をかけて1551年12月に出させた2つ目の教皇勅書によって、両騎士団の総長は恒久的にポルトガル王が務めることが決まった。ジョルジェが騎士団の独立を保持するために闘ってきた努力は全て無駄になった。
ジョルジェのコインブラ公爵位は子孫が受け継ぐことが許されず、王室に回収された。王都であるコインブラの名を帯びた封臣の爵位が存在するのは不都合だというのが表向きの理由だった。実際には、この爵位を帯びた者が2人とも王位への挑戦者となったことが、次にこの爵位を帯びる者に再び玉座への野心を芽生えさせるかもしれない、というのが本当の事情だったと思われる。コインブラ公の爵位と結びつけられていた所領は、1535年ジョルジェの子孫のために創設されたアヴェイロ公爵に受け継がれた。

## 子女
妻ベアトリス・デ・ビリェーナとの間に判明しているだけで8人の子があった。
- ジョアン - 初代アヴェイロ公爵
- アフォンソ - サンティアゴ騎士団騎士、イザベル・エンリケスと結婚
- ルイシュ - アヴィシュ騎士団騎士、マグダレナ・デ・グラナダと結婚、マグダレナはナスル朝の王アブルハサン・アリーとイサベル・デ・ソリスの間の息子フアン・デ・グラナダの娘
- ジャイメ - サン・ペドロ・デ・トレシュ・ヴェドラシュ修道院長、ポルトガル王国異端審問所長官
- エレナ - サントシュ王立女子修道院修道女
- マリア - セトゥーバルの聖ジョアン女子修道院修道女
- フィリパ - セトゥーバルの聖ジョアン女子修道院修道女
- イザベル - セトゥーバルの聖ジョアン女子修道院修道女、後にサントシュ王立女子修道院修道女

複数の庶子がおり、そのうちの1人アントニオ・デ・サンタ・マリアは1616年レイリア司教となった。